# Beilschmiedia lumutensis
Beilschmiedia lumutensis là một [[loàithực vật thuộc họ Lauraceae. Đây là loài đặc hữu của Malaysia.